# Lucedale (Mississippi)
Lucedale település az Amerikai Egyesült Államok Mississippi államában, George megyében, melynek megyeszékhelye is. Lakosainak száma 2869 fő (2020. április 1.).

## Népesség
A település népességének változása:

| 2010 | 2 923 |
| 2020 | 2 869 |